# 田中斉
田中 斉（たなか ひとし、1897年10月4日 - 1966年12月27日）は、昭和時代前期日本の政治家、実業家、経営学者。衆議院議員（当選1回）。旧姓・鈴木。

## 経歴
1897年（明治30年）、愛知県東春日井郡坂下村（現在の春日井市）で鈴木実太郎の長男として出生する。名古屋商業学校を経て、1920年（大正9年）に明治大学専門部商科を卒業。1923年（大正12年）、ジョンズ・ホプキンズ大学大学院修了。
帰国後は母校の明治大学で講師を経て商学部教授に就いていたが、1925年（大正14年）に田中仁三郎の長女・とみ子に入婿する。仁三郎の実父は新愛知新聞社を創業した大島宇吉であり、外戚として同紙の経済部長に迎えられた。
新愛知主幹兼編集局長を務める傍ら、同紙の傘下に在った東京の國民新聞代表取締役として経営にあたり、プロ野球大東京軍オーナー、名古屋軍専務も兼任した。
1942年（昭和17年）、新愛知が競合紙の名古屋新聞と合併して中部日本新聞に、また國民新聞が都新聞と合併して東京新聞になったことを受けて新聞業界を引退する。
1947年（昭和22年）4月、第23回衆議院議員総選挙で愛知県第2区から日本社会党公認で出馬して当選するが公職追放となり、同年11月7日に議員を辞職した。追放解除後、第25回、第26回総選挙に右派社会党公認で連続して立候補したが、いずれも落選した。
1956年（昭和31年）、明大教授に就任し、1966年（昭和41年）に商学部長となる。
1966年（昭和41年）12月27日、脳溢血により死去。69歳。

## 著作
共著
- 「工業経営の実際」『実用経済講座 第6巻』非凡閣、1935年。
- 「工業の位置選定」『工業経営講座 第2巻』非凡閣、1936年。